# NGC 4487
NGC 4487 é uma galáxia espiral barrada (SBc) localizada na direcção da constelação de Virgo. Possui uma declinação de -08° 03' 13" e uma ascensão recta de 12 horas, 31 minutos e 04,3 segundos.
A galáxia NGC 4487 foi descoberta em 23 de Março de 1789 por William Herschel.